# Sam Tingle
Samuel "Sam" Tingle (Manchester, Ujedinjeno Kraljevstvo, 24. kolovoza 1921. -  Somerset West, Južnoafrička Republika, 19. prosinca 2008.) je bivši rodezijski vozač automobilističkih utrka.

## Rezultati u Formuli 1
| Sezona | Sudionik     | Šasija       | Motor                       | Gume | Utrke | Pobjede | Podiji | Bodovi | Plasman |
| ------ | ------------ | ------------ | --------------------------- | ---- | ----- | ------- | ------ | ------ | ------- |
| 1963.  | Sam Tingle   | LDS Mk1      | Alfa Romeo Giulietta 1.5 L4 | D    | 1     | -       | -      | 0      | –       |
| 1965.  | Sam Tingle   | LDS Mk2      | Alfa Romeo Giulietta 1.5 L4 | D    | 1     | -       | -      | 0      | –       |
| 1967.  | Sam Tingle   | LDS Mk3B     | Climax FPF 2.8 L4           | D    | 1     | -       | -      | 0      | –       |
| 1968.  | Team Gunston | LDS Mk3B     | Repco 620 3.0 V8            | F    | 1     | -       | -      | 0      | –       |
| 1969.  | Team Gunston | Brabham BT24 | Repco 620 3.0 V8            | F    | 1     | -       | -      | 0      | –       |